# Solasta: Crown of the Magister
Solasta: Crown of the Magister este un joc video de rol din 2020 dezvoltat de Tactical Adventures. Folosește licența SRD⁠(d) de la Wizards of the Coast, o variantă a regulilor Dungeons & Dragons, ediția a 5-a.

## Gameplay
Solasta: Crown of the Magister este un joc de rol tactic cu luptă pe ture. Este plasat într-o lume fantastică care a fost aproape distrusă într-un eveniment apocaliptic în urmă cu o mie de ani. Jucătorii creează un grup de patru aventurieri pentru a căuta în ruinele unui imperiu elf bijuteriile necesare pentru a da putere unui artefact puternic.
Jucătorii pot folosi personaje deja create sau pot crea propriile lor personaje. Fiecare personaj are propria sa personalitate și poate răspunde la întrebările personajelor nejucătoare sau poate glumi cu ceilalți membri ai grupului.
Crearea personajelor urmează regulile Dungeons & Dragons, a cincea ediție, și include cinci rase și șapte clase.
Intriga jocului este în general liniară.

## Dezvoltare
Tactical Adventures este un studio independent cu sediul în Paris, care a fost fondat de Mathieu Girard, de la fost companie Amplitude Studios⁠(d). S-a anunțat strângerea de fonduri pe Kickstarter pentru Solasta: Crown of the Magister în septembrie 2019. Jocul a intrat în faza de acces anticipat în octombrie 2020 și a fost lansat pentru Microsoft Windows la 27 mai 2021. Versiunea pentru macOS a fost lansată la 4 noiembrie 2021. Conținutul descărcabil Primal Calling, lansat în același timp, adaugă mai multe rase și clase. Jocul a fost ulterior portat pentru console pe Xbox One și Xbox Series X/S la 5 iulie 2022.

## Recepție
Solasta: Crown of the Magister a avut „recenzii în general favorabile” pe Metacritic, unde are un scor de 77/100.
Rick Lane de la PC Gamer l-a evaluat cu un scor de 70/100. Lane a criticat scenariul, dar a lăudat lupta tactică și accesibilitatea pentru jucătorii noi. Scriind pentru RPGamer, Phillip Willis l-a numi o introducere excelentă atât pentru D&D, cât și pentru jocurile de rol, cu toate acestea a considerat că povestea este un clișeu. Willis l-a evaluat cu 3,5 din 5 stele și a concluzionat că „oferă o plimbare distractivă, chiar dacă oarecum scurtă, de care majoritatea se va bucura”. Abraham Kobylanski de la RPGFan a scris: „Lupta și sistemele [jocului] reprezintă o bază excelentă, dar fără o poveste convingătoare, se va simți puțin fără conținut”.